# فلائینگ تایگر کپنهاگ
فلائینگ تایگر کپنهاگ (انگلیسی: Flying Tiger Copenhagen) شرکت خرده‌فروشی دانمارکی است، که در سال ۲۰۰۰ تأسیس شد.